# 日本を意味する和の一覧
日本を意味する和の一覧（にほんをいみするわのいちらん）は、日本を意味する「和」を含む単語を一覧にしたものである。
漢字としての「和」には、様々な意味があるが、ここでは日本に関係する「和」（日本の古い名として、日本語の略称として、日本を意味する文化的概念としての「和」）を記述する。

## 日本を意味する和の一覧

### 和
- 和英 （わえい）
- 和歌 （わか）
- 和鏡 （わかがみ）
- 和学 （わがく）
- 和楽 （わがく）
- 和傘 （わがさ）
- 和菓子 （わがし）
- 和がらし （わがらし）
- 和ガラス （わガラス）
- 和牛 （わぎゅう）
- 和犬 （わけん）
- 和寇 （わこう）
- 和国 （わこく）
- 和魂漢才 （わこんかんさい）
- 和魂洋才 （わこんようさい）
- 和語 （わご）
- 和琴 （わごん）
- 和裁 （わさい）
- 和竿 （わさお）
- 和雑貨 （わざっか）
- 和算 （わさん）
- 和紙 （わし）
- 和式 （わしき）
- 和室 （わしつ）
- 和酒 （わしゅ）
- 和臭 （わしゅう）
- 和食 （わしょく）
- 和人 （わじん）
- 和製 （わせい）
- 和船 （わせん）
- 和装 （わそう）
- 和太鼓 （わだいこ）
- 和箪笥 （わたんす）
- 和時計 （わどけい）
- 和鋏 （わばさみ）
- 和服 （わふく）
- 和風 （わふう）
- 和文 （わぶん）
- 和箒 （わぼうき）
- 和包丁 （わぼうちょう）
- 和名 （わめい）
- 和物 （わもの）
- 和訳 （わやく）
- 和様 （わよう）
- 和洋折衷 （わようせっちゅう）
- 和暦 （われき）
- 和蝋燭 （わろうそく）
- 和城

### 和製
- 和製英語 （わせい-えいご）
- 和製外来語 （わせい-がいらいご）
- 和製漢語 （わせい-かんご）
- 和製漢字 （わせい-かんじ）
- 和製大砲 （わせい-たいほう）
- 和製ポップス （わせい-ぽっぷす）

### 和風
- 和風庭園 （わふう-ていえん） - 日本庭園のこと。
- 和風ドレッシング （わふう-どれっしんぐ）
- 和風ハンバーグ（わふうはんばーぐ）

### 和様
- 和様建築 （わよう-けんちく）